# 단성중학교 (경남)
단성중학교(丹城中學校)는 대한민국 경상남도 산청군 단성면 강누리에 있는 공립 중학교이다.

## 학교 연혁
- 1953년 4월 6일 : 공립 단성중학교 6학급 인가
- 1979년 3월 12일 : 학칙 변경(27학급), 내율, 외율 명석중학교로 편입
- 1982년 12월 28일 : 학칙 변경(22학급), 신안분교 설립(2학급)
- 1985년 3월 1일 : 학칙 변경(18학급), 특수학급(1학급)
- 2008년 3월 1일 : 단성중학교 신안분교장과 통폐합, 학칙 변경(8학급), 특수학급(1학급)
- 2022년 3월 1일 : 제27대 배문현 교장 취임
- 2023년 1월 3일 : 제69회 졸업식(남 42명, 여 37명 계 79명) 졸업생 총수 14,766명
- 2023년 3월 4일 : 입학식(남 35명, 여 26명 계 61명)

## 참고 자료
- 단성중학교 - 한국교육학술정보원 학교알리미